# 170
Cette page concerne l'année 170  du calendrier julien. Pour l'année 170 av. J.-C., voir 170 av. J.-C. Pour le nombre 170, voir 170 (nombre).
L'année 170 est une année commune qui commence un dimanche.

## Événements
- Printemps[1] : l'offensive romaine sur le Danube est brisée ; 20 000 hommes sont tués au cours d'une bataille  contre les Quades et les Marcomans dans la région de Carnuntum[2].
- Quades et Marcomans traversent les Alpes juliennes et pénètrent derrière les lignes de l'empire. Les pillages les conduisent jusqu'en Italie du Nord à Opitergium (Oderzo), ville qu'ils pillent, et à Aquilée qu'ils assiègent sans réussite[3],[4].  Claudius Pompeianus assisté de Pertinax redresse la situation militaire et dirige la contre-attaque romaine[5].
- Le légat de Mésie supérieure et de Dacie, M. Claudius Fronto, est battu et tué par les Germains et les Iazyges[6].
- Été : les Costoboces dévastent les Balkans et saccagent le sanctuaire d’Éleusis, près d’Athènes (ou en 171)[7].

## Naissances en 170
- Hippolyte, antipape.

## Décès en 170
- Apulée, écrivain berbère (125-170), auteur de « l’Âne d’or ».